# Río Olza
El Olza (en checo: Olše, en alemán: Olsa) es un río de Polonia y la República Checa, afluente derecho (oriental) del río Oder. Fluye desde los montes Beskides de Silesia a través del sur de la Silesia de Cieszyn en Polonia y los distritos de Frýdek-Místek y Karviná en la República Checa, formando a menudo la frontera con Polonia. Desemboca en el río Oder al norte de Bohumín. La confluencia Olza-Oder también forma parte de la frontera.
El río es un símbolo de Zaolzie ( en polaco: Trans-Olza), que se encuentra en su margen occidental, constituyendo una parte de la mitad occidental de la Silesia de Cieszyn, como se describe en las palabras del himno oficioso de esta región y de los polacos locales, Płyniesz Olzo po dolinie (Thou flowest, Olza, down the valle), escrito por Jan Kubisz.
El Olza también ha inspirado a muchos otros artistas. Entre los que han escrito sobre el río están Adolf Fierla, Pola Gojawiczyńska, Emanuel Grim, Julian Przyboś, Vladislav Vančura y Adam Wawrosz. El cantante Jaromír Nohavica ha utilizado el Olza como motivo en varias de sus canciones.

## Nombre
La mención escrita más antigua que se conserva está en una carta de 1290, en la que se habla del río Olza. En 1611, el río se menciona en un documento escrito como Oldza. A finales del siglo XIX, con el auge del nacionalismo de masas, tanto los activistas polacos como los checos alegaron que el nombre de Olza no era lo suficientemente polaco, por un lado, e insuficientemente checo, por otro. Algunos activistas polacos propusieron el nombre de Olsza, los activistas checos el de Olše.
El lingüista y escritor checo Vincenc Prasek demostró en 1900 que el nombre de Olza tiene, de hecho, un origen eslavo antiguo independiente que es anterior tanto al polaco como al checo. Esta revelación ha sido confirmada por varios estudios etimológicos en el siglo XX. La forma Olza, de uso regional, deriva del antiguo Oldza. El alemán Olsa es una reescritura de Olza, pero se pronuncia igual. La población local siempre ha utilizado la forma Olza, independientemente de su origen nacional o étnico.
Sin embargo, la administración central de Praga vio a Olza como un nombre polaco y cuando la mayor parte del río pasó a Checoslovaquia en 1920, trató de cambiar su nombre a la forma checa, Olše. Sin embargo, un grado de dualismo en la denominación persistió hasta la década de 1960, cuando la Administración Estatal Central de Geodesia y Cartografía dictaminó que la única forma oficial en la República Checa es Olše. No obstante, los lugareños de ambos lados de la frontera y de ambas nacionalidades continúan refiriéndose al río como el Olza.

## Pueblos y aldeas a orillas del río
(del nacimiento a la desembocadura)
| - Istebna (PL) - Bukovec - Písek - Jablunkov - Návsí - Hrádek - Bystřice - Vendryně - Lyžbice - Třinec - Konská - Ropice - Český Těšín / Cieszyn (PL) | - Chotěbuz - Pogwizdów (PL) - Louky nad Olší - Kaczyce (PL) - Darkov - Fryštát - Karviná - Dětmarovice - Závada - Godów (PL) - Věřňovice - Kopytov - Olza (PL) |

## Galería

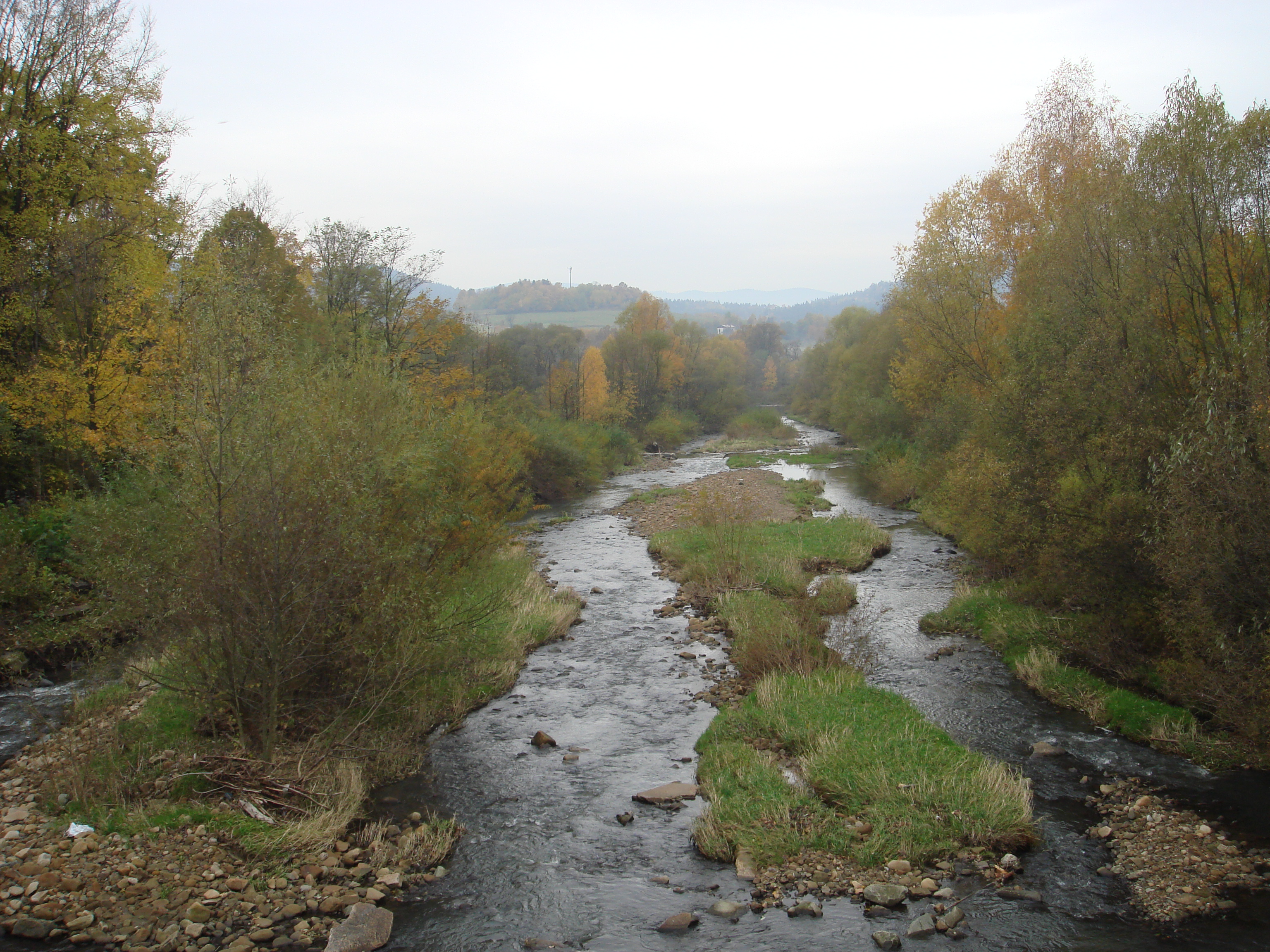
El Olza en Bukovec
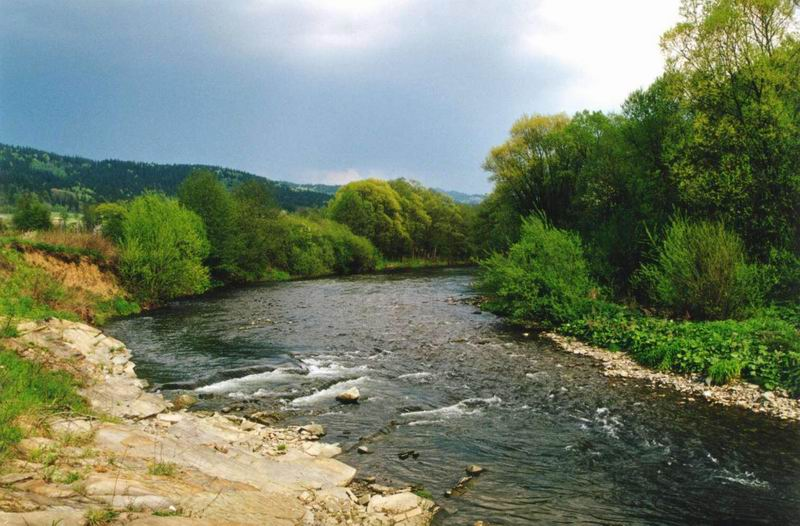
El Olza en Hrádek
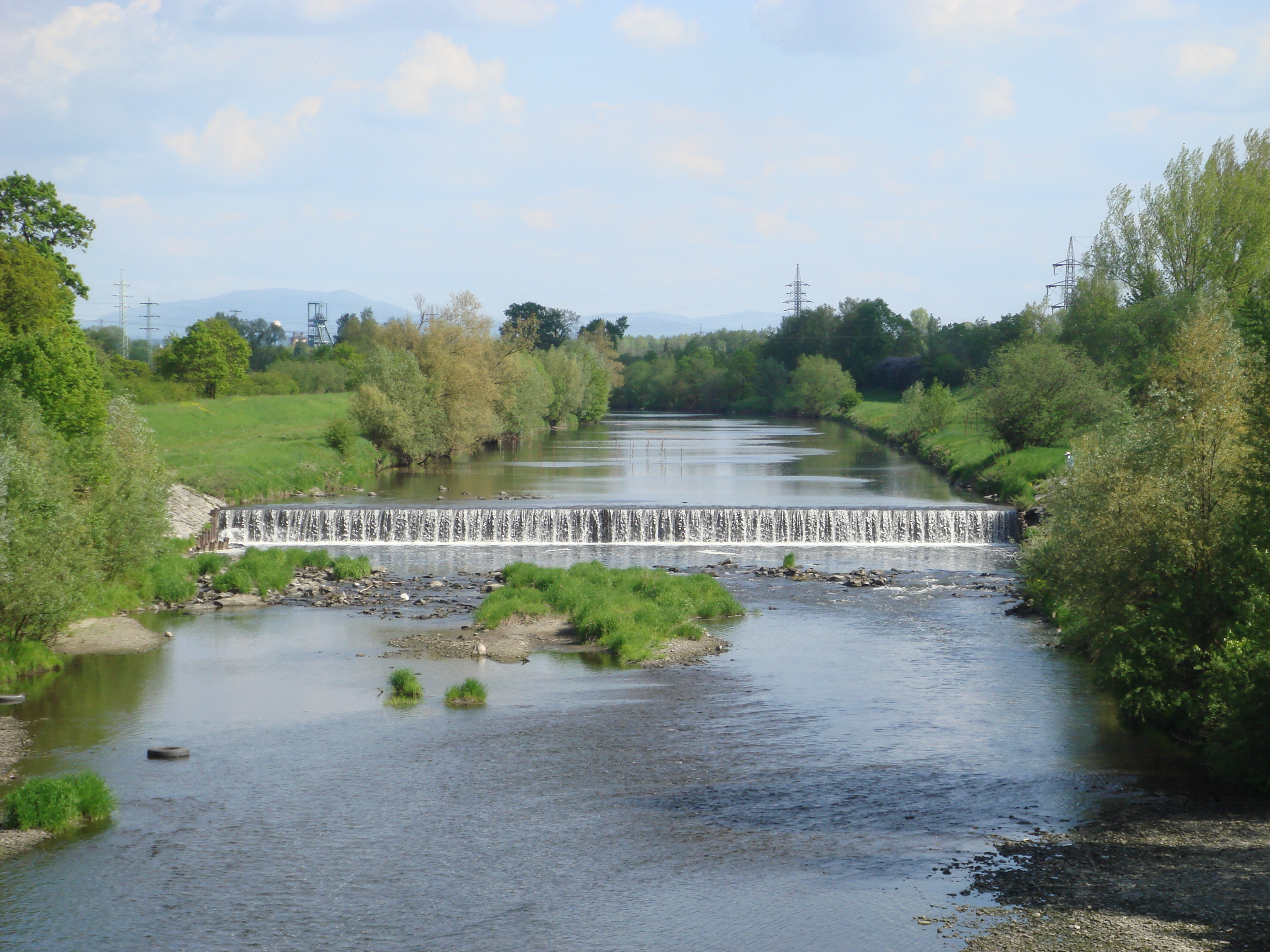
El Olza en Karviná
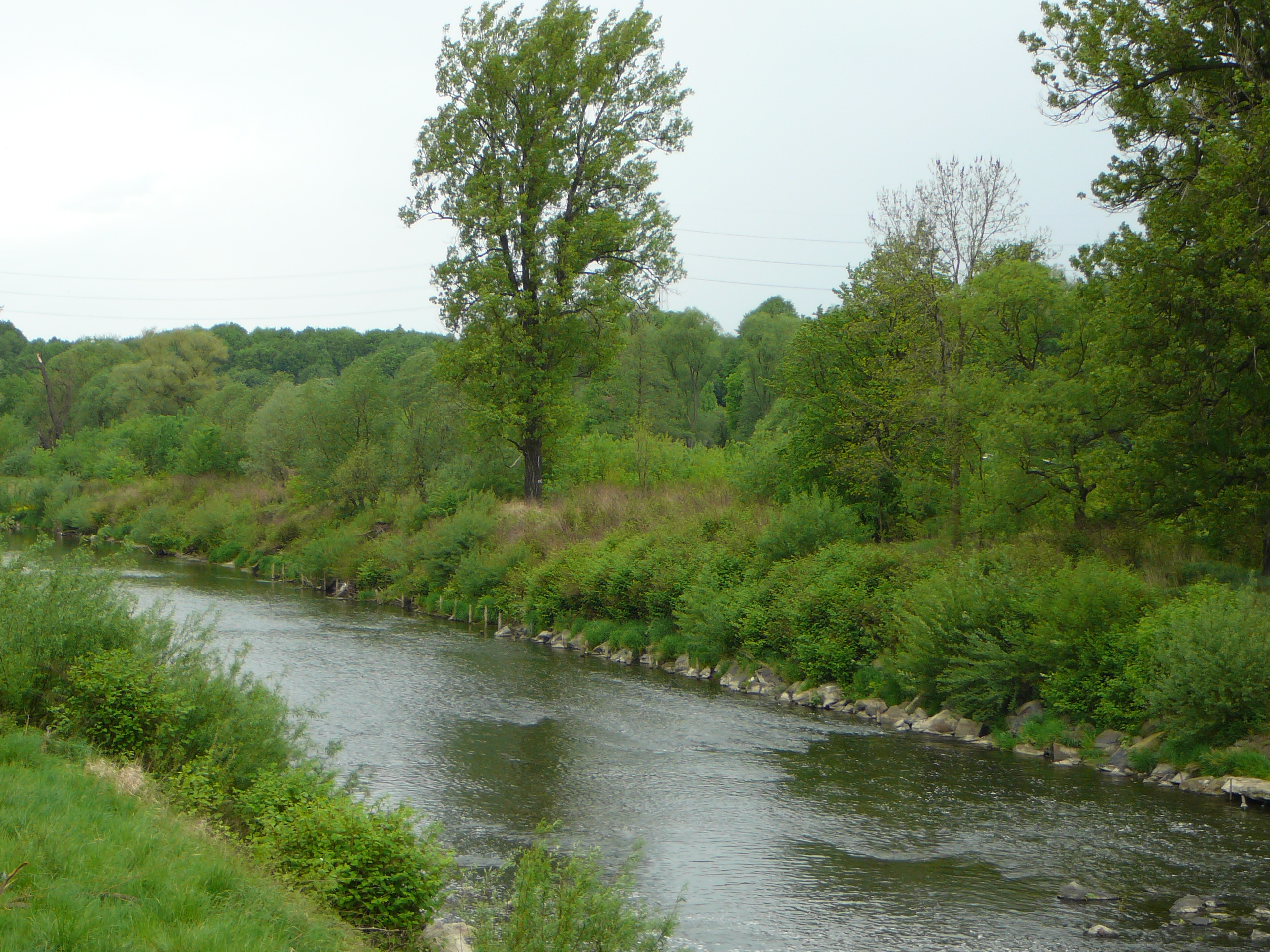
El Olza en Věřňovice